# Bạch nhạn
Bạch nhạn hay hoàng thảo bạch nhãn (danh pháp hai phần: Dendrobium formosum) là một loài lan trong chi Lan hoàng thảo.
Cây phân bố từ Nam Á đến Đông Nam Á. Tại Việt Nam, cây có mặt ở khu vực Đà Lạt.